# Bar River Airport
Bar River Airport är en flygplats i Kanada. Den ligger i den sydöstra delen av landet, 700 km väster om huvudstaden Ottawa. Bar River Airport ligger 177 meter över havet.
Terrängen runt Bar River Airport är platt. Runt Bar River Airport är det glesbefolkat, med 9 invånare per kvadratkilometer.. Närmaste större samhälle är Laird, 3,4 km sydost om Bar River Airport. 
Omgivningarna runt Bar River Airport är en mosaik av jordbruksmark och naturlig växtlighet.